# 東北銀行 (日本)
東北銀行是一家位於岩手縣盛岡市的地方銀行。

## 概要
1950年10月，岩手縣內的商工會議所相關人士以及當地志願者們成立了這家戰後地方銀行。
除了在岩手縣外，該銀行還在宮城縣內設有5家分行，在青森縣八戶市設有2家分行，在秋田縣鹿角市和東京都設有分行。
近年來，該銀行專注於支持農林漁業的第六產業化以及農業企業的發展。 
2012年，根據金融功能強化法的地震特例措施，該銀行成為了一家接受公共資金注入的行業。 

## 來源
1. ↑  株式会社東北銀行 定款 第1章第1条
2. ↑  . 日本経済新聞. 2013-06-12  [2014-06-10]. （原始内容存档于2023-06-13）.
3. ↑  金融庁が東北銀ときらやか銀に公的資金、復興資金需要に備え （页面存档备份，存于） - ロイター通信 2012年9月13日

## 外部連結
- 東北銀行 （页面存档备份，存于）